# Tourelle de mitrailleuses modèle 1899

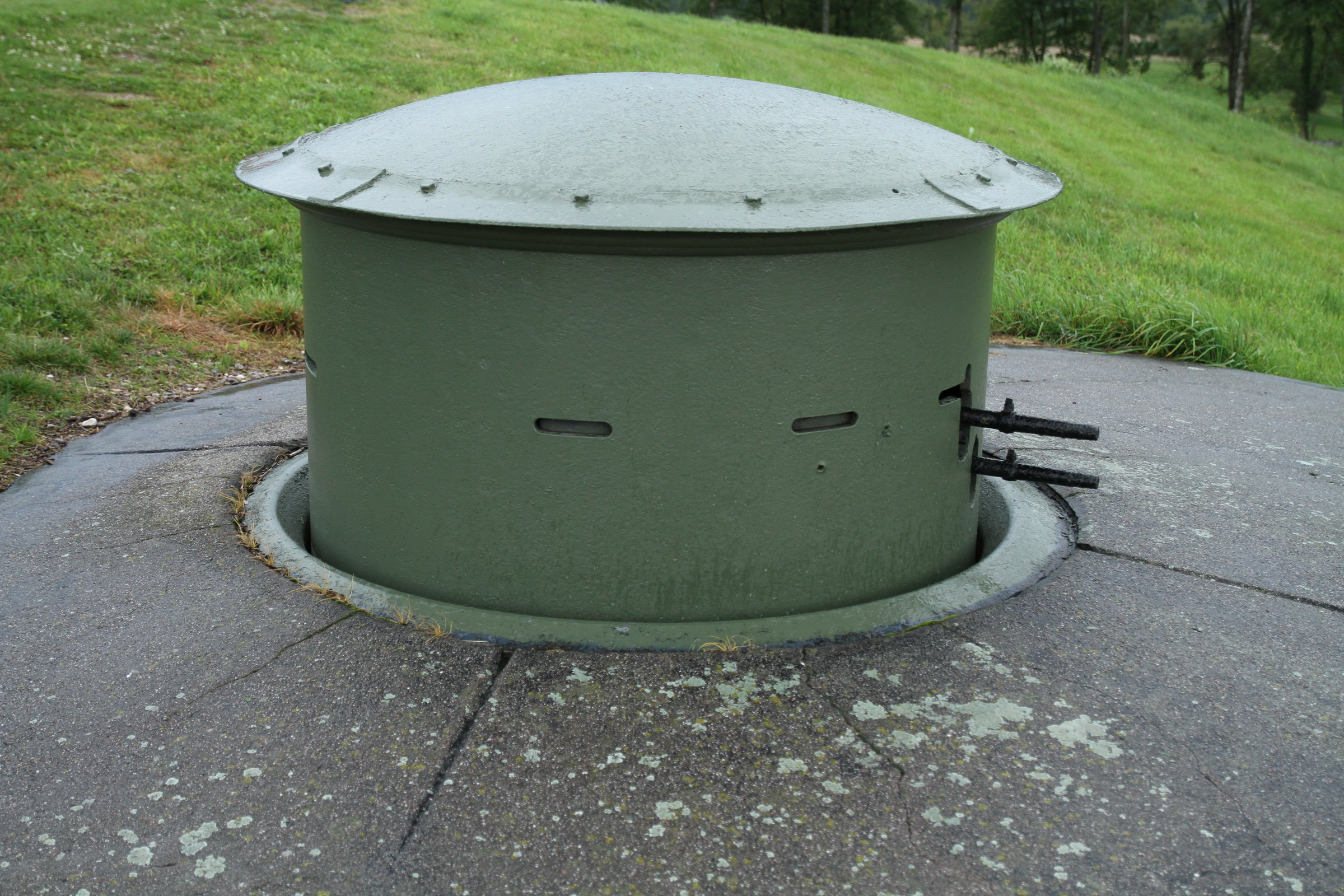
Tourelle de mitrailleuses modèle 1899 im Fort d’Uxegney (Épinal)

Tourelle de mitrailleuses modèle 1899 („Turm des Maschinengewehrmodells 1899“) war die Bezeichnung für einen französischen, gepanzerten Maschinengewehrturm, der hauptsächlich in den Befestigungen des Système Séré de Rivières verwendet wurde. Es handelte sich um einen versenkbaren Turm, der auf der Decke eines Forts installiert war, um von dort feindliche Infanterieangriffe direkt abzuwehren. Ausgestattet war das Modell „Type GF 3“ (1895) mit einem Maschinengewehr und das Modell „Type GF 4“ (1899) mit zwei Maschinengewehren.

## Beschreibung
Der Turm hatte einen Durchmesser von 1,31 Meter und ein Gesamtgewicht von 25 Tonnen. Durch das austarierte Kontergewicht war es einem Mann möglich, einen kompletten Hub in nur vier Sekunden durchzuführen. In Feuerstellung ragte der Turm 83 Zentimeter über den Vorpanzer hinaus. Die Drehbewegung musste von den Schützen per Handkurbel ausgeführt werden. Um einer Beeinträchtigung der Mannschaft durch Rauchgase vorzubeugen, wurden zwischen 1912 und 1915 von Hand zu bedienende Ventilatoren eingebaut.
Als Bewaffnung des Turms Type GF3 diente ein Maschinengewehr nach dem Muster Gatling mit sieben Rohren im Kaliber 8 Millimeter, das eine Kadenz von 500 Schuss pro Minute hatte. Der Nachfolger des Typs GF4 war mit zwei Maschinengewehren „Hotchkiss modèle 1900“ – dieses ähnelt bereits stark dem Hotchkiss M1914 – ausgestattet. Auch hier wurde das Kaliber 8 Millimeter verwendet, die Kadenz lag bei 700 Schuss pro Minute und pro Maschinengewehr. Diese Maschinengewehre waren länger als ihr Vorgänger, sie waren daher auf einer verschiebbaren Wiege platziert und mussten auf dieser zum Feuern nach vorne bewegt werden. Der Turm bestand aus gewalztem Chromstahl, die Decke war 120 Millimeter, die Wandung 15 Millimeter, dann 20 Millimeter dick. Sobald der Turm eingefahren war, überlappte das Regenschutzblech des Dachs den Ring des Vorpanzers und schützte so den Innenraum vor Witterungseinflüssen.
Ab 1905 wurde ein Feuerleitsystem installiert, wodurch der zielgerichtete Beschuss des Glacis bei Nacht bzw. ohne Sicht ermöglicht wurde. Ein Metallband mit dem Relief der vorhandenen Höhenlinien wurde im Turm unter den Gewehrlafetten installiert, das beim Schwenken des Turms durch einen Tastarm an der Lafette die notwendige Rohrhöhe zwangsweise einrichtete.

## Liste der Türme
Insgesamt wurden 101 Türme des Modells 1899 (1 vom Typ GF3 und 100 vom Typ GF4) bei den Firmen Fives-Lille, Société de construction des Batignolles, Schneider-Creusot und Compagnie des forges de Châtillon-Commentry et Neuves-Maisons bestellt. 89 Exemplare wurden ausgeliefert und 87 zwischen 1899 und 1914 in den Forts des Système Séré de Rivières installiert.
| Ouvrage Petite-Synthe | Turmnummer 50 & 51 |

| Ouvrage Bourdiau | Turmnummer 84 & 85 |
| Ouvrage Hautmont | Turmnummer 83      |

| Fort d’Haudainville    | Turmnummer 4 & 5       |
| Fort des Sartelles     | Turmnummer 22 & 23     |
| Fort de Douaumont      | Turmnummer 10 & 11     |
| Fort de Landrecourt    | Turmnummer 26 & 27     |
| Fort de Dugny          | Turmnummer 12 & 13     |
| Fort de Bois-Bourrus   | Turmnummer 26, 27 & 30 |
| Fort de Rozelier       | Turmnummer 14, 15 & 16 |
| Fort de la Falouse     | Turmnummer 33          |
| Ouvrage de Thiaumont   | Turmnummer 17          |
| Fort de Choisel        | Turmnummer 41 & 42     |
| Ouvrage de Froideterre | Turmnummer 18 & 19     |
| Fort de Moulainville   | Turmnummer 43 & 44     |
| Fort de Charny         | Turmnummer 20          |
| Fort de Regret         | Turmnummer 45 & 46     |
| Fort de Déramé         | Turmnummer 21          |

| Fort de Liouville | Turmnummer 52 |

| Fort de Bruley        | Turmnummer 24      |
| Fort du Vieux-Canton  | Turmnummer 36 & 65 |
| Fort de Villey-le-Sec | Turmnummer 25      |
| Fort de Francheville  | Turmnummer 37      |
| Fort de Gondreville   | Turmnummer 31      |
| Fort de Chanot        | Turmnummer 38 & 39 |
| Fort de Trondes       | Turmnummer 32      |
| Fort d’Écrouves       | Turmnummer 40      |
| Fort de Domgermain    | Turmnummer 34      |
| Fort de Blénod        | Turmnummer 66 & 67 |
| Ouvrage du Mordant    | Turmnummer 35      |
| Fort du Tillot        | Turmnummer 74      |

| Fort de Manonviller | Turmnummer 1           |
| Fort de Frouard     | Turmnummer 47, 48 & 49 |

| Fort de Longchamp  | Turmnummer 68 & 69 |
| Fort de Deyvillers | Turmnummer 62 & 63 |
| Fort de Adelphes   | Turmnummer 60      |
| Fort de Dogneville | Turmnummer 64      |
| Fort d’Uxegney     | Turmnummer 81 & 82 |

| Fort d’Arches | Turmnummer 6, 7, 8 & 9 |

| Fort de Fougerais   | Turmnummer 53 & 54     |
| Fort de Bessoncourt | Turmnummer 58 & 59     |
| Fort de Roppe       | Turmnummer 55, 56 & 57 |
| Fort du Haut-Bois   | Turmnummer 61          |
| Fort du Bois d’Oye  | Turmnummer 77, 78 & 79 |
| Fort de Chèvremont  | Turmnummer             |
| Ouvrage de Meroux   | Turmnummer 75 & 76     |
| Fort de Vézelois    | Turmnummer 71 & 72     |

| Batterie de Vulmix | Turmnummer 86 & 87 |

| Fort de Djebel Kebir | Turmnummer 2 & 3 |

Zwei Türme, die für die Forts von Belfort bestimmt waren, konnten bis 1914 nicht installiert werden. Am 26. Mai 1913 bestellte das Armeekommando bei der „Société de construction des Batignolles“ 12 weitere Türme, die jedoch im Juli 1914 noch nicht ausgeliefert waren.